# 宮島岳史
宮島 岳史（みやじま たけし、1971年2月15日 - ）は、日本の男性俳優、声優、ゲームクリエイター。劇団昴所属。長野県長野市出身。長野県長野吉田高等学校卒業。身長184cm。血液型B型。

## 人物
- 中学時代よりパーソナルコンピュータに傾倒し、劇団昴入団後もRPGツクール2003のサンプルゲーム製作や、有限会社フューパックにてコンシューマーゲームの開発に携わっていた。
- ウェブサイトの製作にはメモ帳を愛用しており、HTMLタグ等、全て手で打ち込んでいる[3]。
- スコッチ・ウイスキー愛好家で、ボトルを多種多数所持している[4]。一番高価なボトルは、ラベルに自分の名前が入った1本2万円のスコッチ[5]。

## 出演作品（声優）

### テレビアニメ
- ユーレイデコ（2022年、マシアル）
- ダンダダン（2024年、教師）

### 劇場アニメ
- ハウルの動く城（2004年）
- 好きでも嫌いなあまのじゃく（2024年、テレビキャスター）
- ルックバック（2024年、キャスター）

### ゲーム
- エイジ オブ ミソロジー（2002年）
- るぷぷキューブ ルプ★さらだ ぽ〜たぶる …またたび（2010年）
- ファイナルファンタジーVII リメイク（2020年）
- プリンセスコネクト!Re:Dive

### 吹き替え

#### 映画
- ポロック 2人だけのアトリエ
- 捕らわれた唇（英語版）
- 案山子男2/復讐の雄叫び
- 地獄の戦艦
- ウインドトーカーズ ※テレビ朝日版
- ダーク・ハーヴェスト
- マザー・テレサ
- 英雄の証明（タイタス・ラーシャス）
- ある日、クイーンズで（フランク・ルッソ〈セバスティアン・マニスカルコ〉[6]）
- アイアンクロー（フリッツ・フォン・エリック〈ホルト・マッキャラニー〉[7]）
- ジュラシック・ワールド（センターアナ男3[8]）※ザ・シネマ版

#### ドラマ
- ロストワールド3〜失われた世界 #8
- 101回目のプロポーズ※中韓合作版
- ルール 封印された都市伝説（英語版）
- ミス・マープル
- 堕ちた弁護士 -ニック・フォーリン-3 #19
- ミッシング -サイキック捜査官-1 #8
- 恋・愛・都・市 恋がしたい #23 - 25
- ER XI 緊急救命室 #13（マット〈ライリー・シュミット〉）
- 名探偵モンク6 #4
- ナチ・ハンターズ（ジョー・ミズシマ〈ルイ・オザワ〉）
- DOC あすへのカルテ（ダヴィデ〈シモーネ・ガンドルフォ〉）
- THE PENGUIN-ザ・ペンギン-（ジョニー・ヴィティ〈マイケル・ケリー〉）

#### アニメ
- 下の階には澪がいる（2024年、真珠父）
- 転生宗主の覇道譚 〜すべてを呑み込むサカナと這い上がる〜（2025年、ナレーション[初出 1]、李審査官[初出 2]、男[初出 3]）

### ラジオ
- サラリーマンの掟（NHKラジオ第1）
- 対話の力〜世界と語る（文化放送）
- 五洋ホールディングス CM

### ナレーション
- 三菱電機 電子適温庫グランペルチェ CM
- ヤマトプロテック FM-Xシリーズ CM
- 埼玉トヨタ自動車 クラウンとプリウスのスペック比較などわかりやすく同時解説！
- セブン銀行 連続ミニチュアドラマCM「第0会議室」

## 出演作品（俳優）

### 舞台
- 嘆きの天使
- それから
- 雁追橋
- マクベス（ダンカン）
- ベビイ・ドール
- 歳月
- どん底（めっかちゾーブ）
- かくて新年は
- パンドラの小瓶
- ヒ・マワリ
- プラザ・スイート
- 召命
- 何がすごいの？シェイクスピア！－シェイクスピアを百倍楽しむ法
- 善は悪で、悪は善（魔女）
- 誰
- 赤色エレジー
- オセロー（ロダリーゴー）
- 『日々の暮し方』との暮し方2
- クルーシブル〜るつぼ〜（ジョン・ホーソーン判事）
- 危機一髪（アナウンサー）
- かたつむり 彼岸花の章
- 石棺（カイル）
- 愛の妙薬
- 何がすごいの？シェイクスピア！
- 君の目覚めに微笑を
- 帽子屋さんのお茶の会
- あれ？すみません！番号、間違えました？ウフッ❤
- 近代能楽集 卒塔婆小町（警官）
- 街と飛行船（警官）
- ヴェニスの商人（アラゴン王、アントーニオ）
- グリークス（メネラオス）
- ケンジの森のバス停
- フランドン農学校の豚〜注文の多いオマケ付き〜（農学校長）
- ふくろう（巡査）
- イエロー・フィーバー（英語版）（カドタ巡査部長）
- 評決（ダニエル・クラウリー医学博士）
- 拝啓、衆議院議長様（大石明検事）
- 一枚のハガキ（泉屋吉五郎）
- 会議

### 朗読
- 鳥たちは横断歩道を渡らない
- SO-far そ・ふぁー
- 蜜のあわれ
- どうしても知っておきたいシェイクスピア
- シェイクスピア遊び語りMINI ウィンザーの陽気な女房たち
- シェイクスピア遊び語り ハムレット
- クリスマス・キャロル（ボブ・クラチット）

### 映像
- CO 移植コーディネーター #1
- タイムスクープハンター4 #4
- 大丈夫？あなたのスマートフォン－安心・安全のためのセキュリティ－
- キシリッシュ 「ライバル」篇 60秒
- あなたのスマートフォン、ウイルスが狙っている！
- ＜乗っ取り＞の危険があなたのスマートフォンにも！
- 希代の悪女シリーズ「銭女」
- 税務調査官・窓際太郎の事件簿 #27
- MARO（マーロ） CM
- SAKURA〜事件を聞く女〜 #5
- 税務調査官・窓際太郎の事件簿 #28
- 相棒 season13 #18
- 谷グチ夫妻
- フェイタス5.0 CM
- パナソニック ふだんプレミアム #011 WebCM
- ブリヂストン Playz スチール
- 日本糖尿病協会 DVDシリーズ 糖尿病患者さんのための「食事を考える」
- 野武士のグルメ #11
- イクメンプロジェクト 研修動画【中小企業における取組促進】
- 内閣情報調査室 特命調査官・ハト
- 今日、刑務所を出ます〜やり直したいオンナたち〜
- ウコンの力 CM いい感じの力のやつ篇
- 我らがパラダイス #1
- マルちゃん赤いきつねと緑のたぬき WebCM
- PILOT KIRE-NA WebCM
- Salesforce Japan WebCM
- あんぱん #19（面接官）

### その他
- アイスノオト Extra Stage

## 関連作品（ゲームクリエイター）

### ゲーム
- 続 初恋物語 〜修学旅行〜（1997年、PC-FX）
  - 続 初恋物語 〜修学旅行〜（1998年、PS）
  - 続 初恋物語 〜修学旅行〜（1998年、SS）
- デジタルアンジュ〜電脳天使SS〜（1997年）
- RPGツクール2003（2002年、サンプルゲーム『俺の試練』製作）
- ボコスカウォーズ（2004年、ケータイアプリ）
- xxxHOLiC 〜四月一日の十六夜草話〜（2007年）
- 超かんたん簿記入門DS（2007年）
- るぷぷキューブ ルプ★さらだDS（2008年）
  - るぷぷキューブ ルプ★さらだ ぽ〜たぶる …またたび（2010年）
- 放課後は白銀の調べ（2008年）※デバッグ
- テニスの王子様
  - ダブルスの王子様 GIRLS, BE GRACIOUS!（2009年）
  - ダブルスの王子様 BOYS, BE GLORIOUS!（2009年）
- SIGNAL（2009年）

### ラジオ
- ファミ通キャラクターズDX（ゲスト）

### 初出話一覧
1. ↑  第2話初出
2. ↑  第6話初出
3. ↑  第7話初出